# フランツ・トゥーンダー
フランツ・トゥンダー（Franz Tunder, 1614年 バンネスドルフ - 1667年11月5日）は、17世紀ドイツの作曲家・オルガニスト。ヴェネツィア楽派を模範とした北ドイツの初期バロック音楽から、バッハにおいて頂点を極めることとなるドイツ盛期バロック音楽への過渡期に活躍した。コラール・カンタータの発展における開祖である。ハインリヒ・シャイデマンやマティアス・ヴェックマンと並んで、北ドイツ・オルガン楽派の最も重要な一員であるにもかかわらず、トゥンダーの作品はごくわずかしか保存されていない。

## 生涯
幼少期については、おそらく父親に音楽の手ほどきを受けたらしいということしか分かっていない。1632年に、18歳にしてホルシュタイン＝ゴットルプ公フレゼリク3世の宮廷オルガニストに任命されるほどの早熟ぶりを発揮した。それから数年後に、ヨハン・ヘッケラウアーの随行員としてイタリアに渡る。ヨハン・マッテゾンによると、フィレンツェ滞在中にジローラモ・フレスコバルディに師事したというが、後世の研究者からこの説は疑問視されている。
1641年にペーター・ハッセの後任として、リューベックの聖母マリア教会の首席オルガニストに任命され、1647年には同地の管財人や出納方も務めた。聖母マリア教会のオルガニストを生涯にわたって務め上げ、後任オルガニストは、トゥンダーの娘アンナ・マルガレーテと1668年に結婚した、ディートリヒ・ブクステフーデが選ばれた。
トゥンダーは、聖母マリア教会で行われた一連の無料演奏会「アーベントムジーク」の創始者である。最も有名だったのは、クリスマス前に行われた演奏会であった。最初期の「アーベントムジーク」は1646年に行われている。この演奏会は、リューベック市の株式取引所の毎週の始まりに集まる経営者のために特に企画されたものだった。これらの演奏会は、17世紀から18世紀にわたって続けられており、他の無料演奏会とは（教会で行われたこと、実業界から経済的に保証されていたことゆえに）区別がつきやすい。